# Tauer
Tauer (in lusaziano inferiore Turjej) è un comune di 685 abitanti del Brandeburgo, in Germania.

Appartiene al circondario della Sprea-Neiße ed è parte della comunità amministrativa di Peitz.

## Società

### Evoluzione demografica
| Anno | Abitanti |
| ---- | -------- |
| 1875 | 948      |
| 1890 | 971      |
| 1910 | 1 043    |
| 1925 | 1 027    |
| 1933 | 986      |
| 1939 | 954      |
| 1946 | 1 316    |
| 1950 | 1 244    |
| 1964 | 964      |
| 1971 | 919      |

| Anno | Abitanti |
| ---- | -------- |
| 1981 | 817      |
| 1985 | 772      |
| 1989 | 740      |
| 1990 | 749      |
| 1991 | 739      |
| 1992 | 730      |
| 1993 | 734      |
| 1994 | 742      |
| 1995 | 758      |
| 1996 | 764      |

| Anno | Abitanti |
| ---- | -------- |
| 1997 | 787      |
| 1998 | 816      |
| 1999 | 830      |
| 2000 | 818      |
| 2001 | 820      |
| 2002 | 809      |
| 2003 | 797      |
| 2004 | 804      |
| 2005 | 805      |
| 2006 | 804      |

| Anno | Abitanti |
| ---- | -------- |
| 2007 | 792      |
| 2008 | 787      |
| 2009 | 762      |
| 2010 | 751      |
| 2011 | 745      |
| 2012 | 739      |
| 2013 |          |

Fonti dei dati sono nel dettaglio nelle Wikimedia Commons..

## Geografia antropica

### Suddivisioni amministrative
Il territorio comunale si divide in 2 zone (Ortsteil), corrispondenti al centro abitato di Tauer e a 1 frazione:
- Tauer / Turjej (centro abitato)
- Schönhöhe